# Alice Béat
 (janvier 2011).
Si vous disposez d'ouvrages ou d'articles de référence ou si vous connaissez des sites web de qualité traitant du thème abordé ici, merci de compléter l'article en donnant les références utiles à sa vérifiabilité et en les liant à la section « Notes et références ».

Alice Béat est une comédienne et chanteuse française née en 1973.

## Biographie
Fille du réalisateur Gilles Béhat et de la comédienne Nathalie Courval, Alice Béat tourne à quinze ans dans Preuve d'amour, premier long-métrage de Miguel Courtois.
Elle passera, par la suite, un baccalauréat A3 Théâtre, avant de suivre une formation au Studio-théâtre d'Asnières dirigé par Jean-Louis Martin-Barbaz, puis les cours de Jean-Laurent Cochet.
Avec plusieurs expériences au théâtre, au cinéma et à la télévision au compteur, Alice Béat travaillera sous la direction de Patrick Timsit, Patrick Sueur, Claude-Alice Peyrottes ou encore José Pinheiro. Elle est surtout connue pour son interprétation du lieutenant Charlotte Marszewski dans la série Commissaire Moulin (2000-2006), aux côtés d'Yves Rénier.
Elle travaille, depuis plusieurs années, comme professeure de théâtre au sein de la compagnie des Folies Angevines, à Angers.

## Filmographie

### Cinéma
- 1987 : Preuve d'amour, long-métrage de Miguel Courtois : Lou, jeune
- 2001 : : Quelqu'un de bien[2], long-métrage de Patrick Timsit : Julie

### Télévision
- 1992 : Premiers baisers épisode : les playboys
- 1992 : "La fortune de Gaspard" réalisé par Gérard Blain
- 1992 : "Papa et rien d'autre" réalisé par Jacques Cortal
- 1993 : "Action rouge"(série Antoine Rives, le juge du terrorisme) réalisé par Gilles Behat
- 1994 : Rosa dans les 3 premiers épisodes de la série Madame le Proviseur[3], au côté de Jean Lefebvre réalisé par José Pinheiro
- 1994 : Château magot[4], au côté de Jean Lefebvre réalisé par Jean-Louis Lorenzi
- 1995 : L'Auberge de la Jamaïque[5] d'après un roman de Daphne du Maurier réalisé par Gilles Béhat
- 1996 : L'Ombre d'un père (série Navarro) réalisé par Nicolas Ribowski
- 1996 : "Le petit Juge" (série Les Cordier, juge et flic) réalisé par Gilles Béhat
- 1996 : "Inspecteur Moretti" réalisé par Gilles Béhat
- 1997 : "Elle a l'âge de ma fille "[6] au côté de Barbara Schulz et François Marthouret réalisé par Jacques Otmezguine
- 1998 : "Accouchement sous X" (série "Maternité") réalisé par Jean-Denis Robert
- 1999 : "Hélène" dans la série Lyon police spéciale réalisé par Bertrand Arthuys
- 1999 : "Papa dort"(série Docteur Sylvestre) réalisé par Philippe Roussel
- 1999 : "Faux semblants" (série Les Cordier, juge et flic) réalisé par Paul Planchon
- 1999 - 2001 : "Rosa" dans la série Madame le Proviseur au côté de Charlotte de Turckheim réalisée par Sébastien Grall puis Alain Bonnot
- 1999 - 2006 : Charlotte Marszewski dans la série Commissaire Moulin[7],[8]
- 2002 : "Hélène" dans la série Lyon police spéciale[9] réalisé par Dominique Tabuteau
- 2004 : "Sans interdits" (série Avocats et Associés) réalisé par Éric Summer
- 2006 : "Haute sécurité" (série Commissaire Cordier) réalisé par Éric Summer
- 2009 : "Figures imposées"(série Diane, femme flic) réalisé par Jean- Michel Fages
- 2012 : Plus belle la vie : Louise Allard (saison 8)

## Théâtre
- 1996 : L'Ingénu de Dominique Paquet mis en scène par Hervé Van Der Meulen au Studio-Théâtre d'Asnières
- 1997 : Le Conte d'hiver de William Shakespeare mis en scène par Hervé Van Der Meulen au Studio-Théâtre d'Asnières
- 1997 : Les ptits vélos de Patrick Haudecœur et Daniele Haudecœur mis en scène par Patrick Haudecœurà la Comédie de Paris
- 2000 : Boeing-Boeing de Marc Camoletti mis en scène par Marc Camoletti au théâtre Michel
- 2005 : Le Nom du père de Messaoud Benyoucef mis en scène par Claude-Alice Peyrotte  (tournée nationale)[10]
- 2006 : Flexible Hop Hop d'Emmanuel Darley mis en scène par Patrick Sueur  (tournée nationale)
- 2009-2010 : Travail de création de lectures avec la compagnie du Bibliothéâtre à Angers[11]
- 2010 : Tour B2, mon amour, de Pierre Bottero avec la compagnie Bibliothéâtre[12] à Angers

## Chanson
- 2010 : duo avec Niobé dans l'album Manifeste [13]